# Pfarrkirche Zwettl an der Rodl

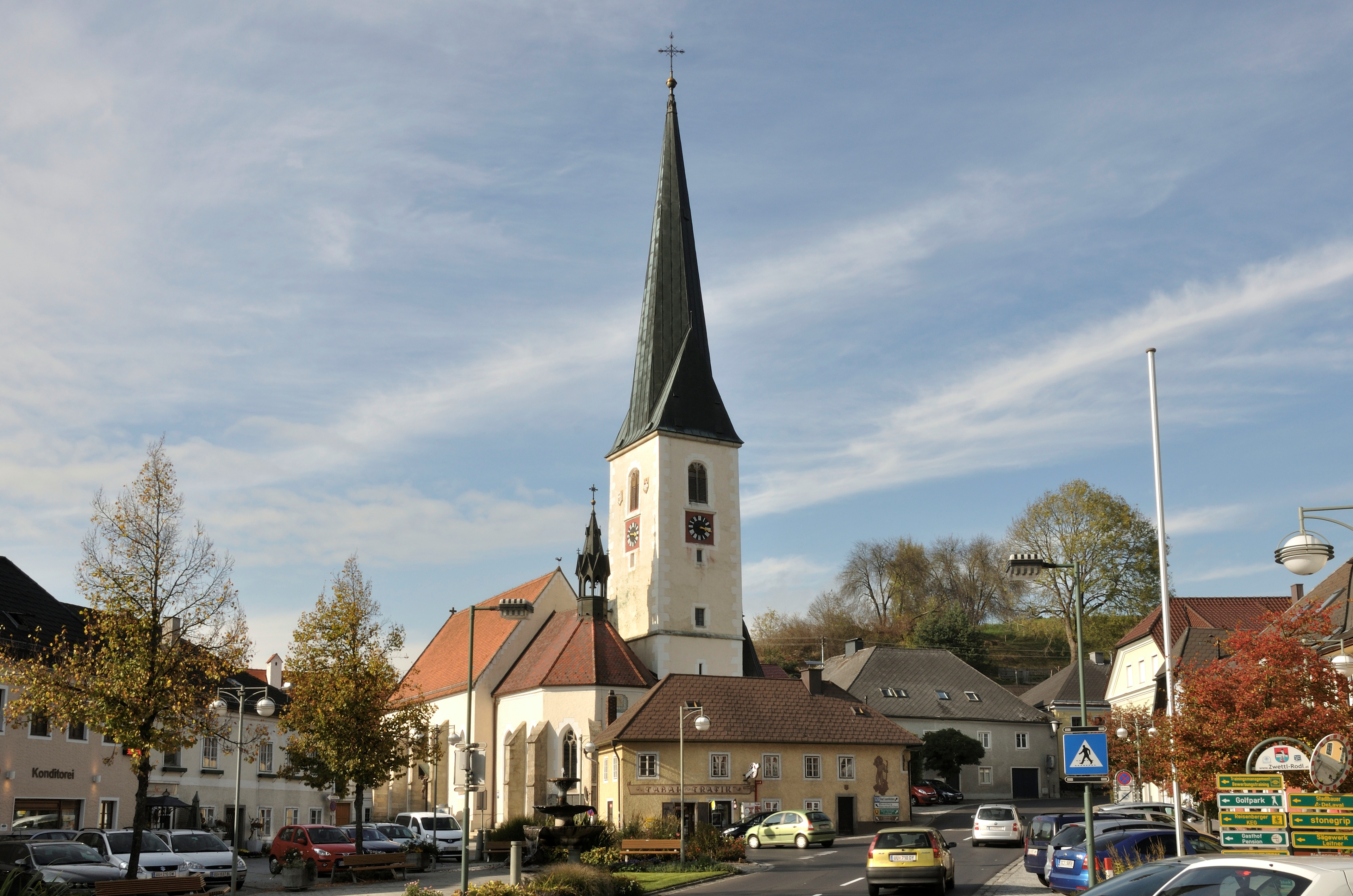
Katholische Pfarrkirche Mariä Himmelfahrt in Zwettl an der Rodl

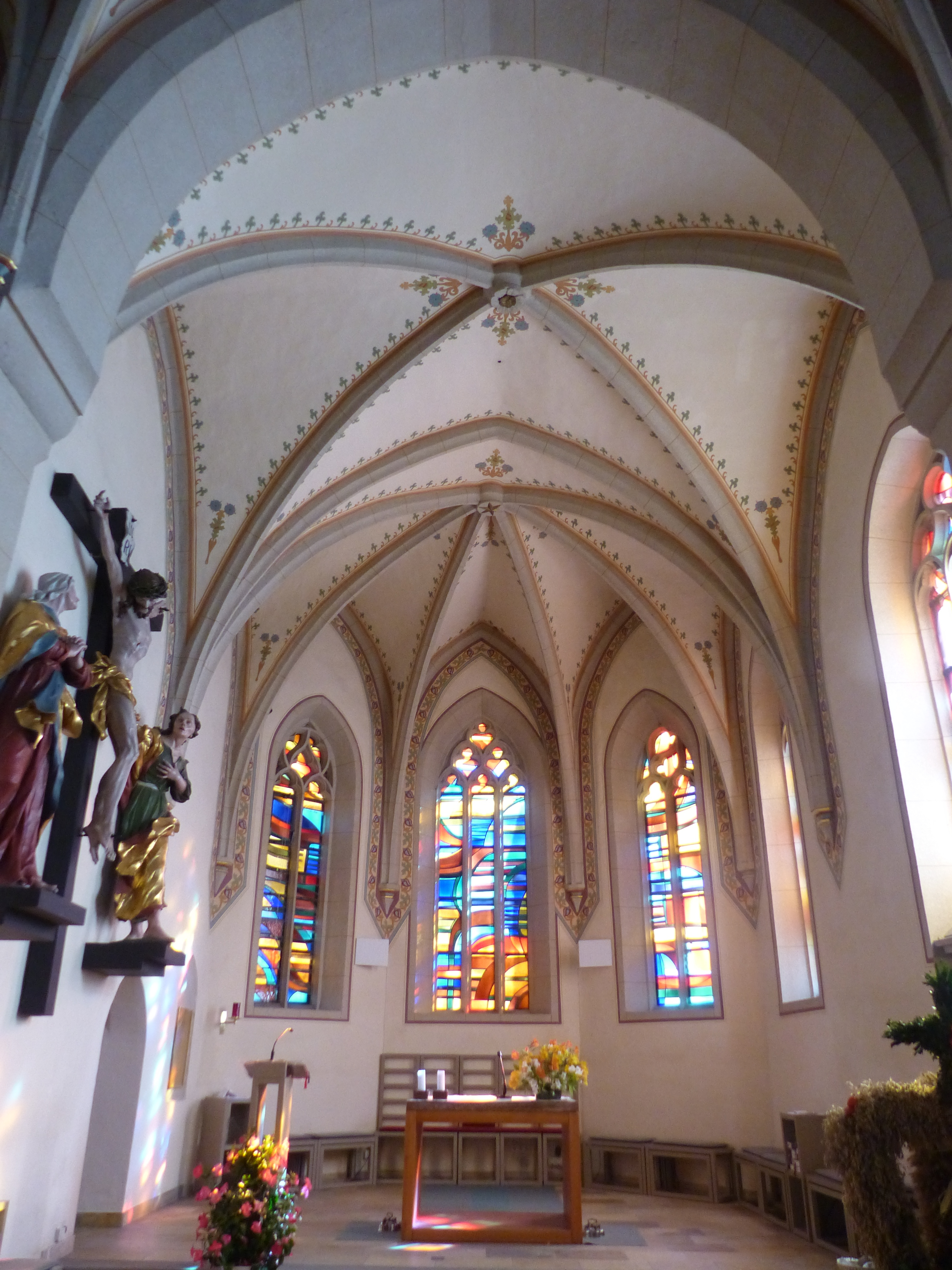
Altarraum

Die Pfarrkirche Zwettl an der Rodl steht nordwestlich des Marktplatzes in der Marktgemeinde Zwettl an der Rodl im Bezirk Urfahr-Umgebung in Oberösterreich. Die auf das Fest Mariä Himmelfahrt geweihte römisch-katholische Pfarrkirche – dem Stift Wilhering inkorporiert – gehört zum Dekanat St. Johann am Wimberg in der Diözese Linz. Die Kirche steht unter Denkmalschutz (Listeneintrag).

## Geschichte

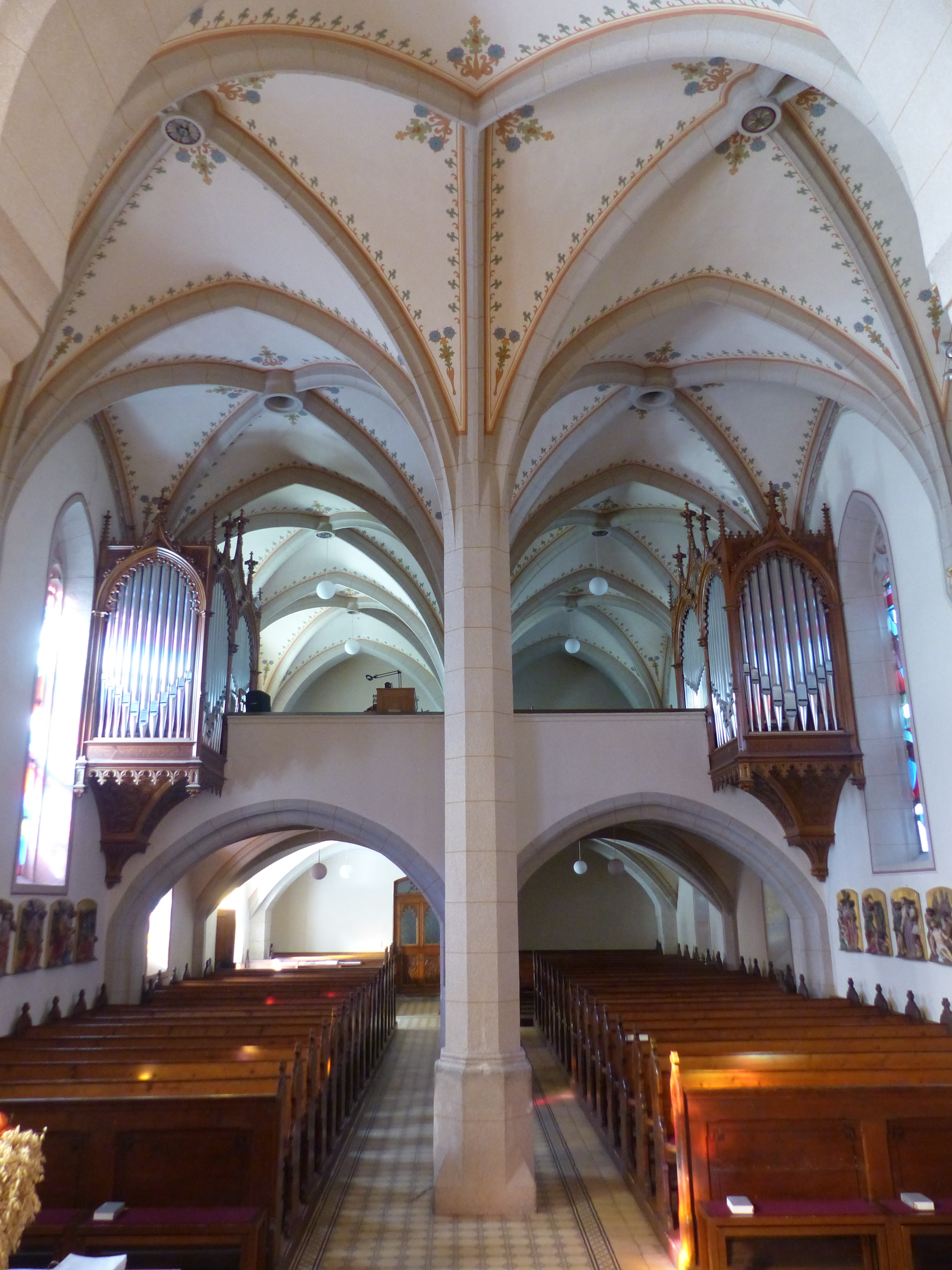
Blick durch das Langhaus zur Orgelempore

### Pfarrgeschichte
1264 stiftete Ulrich von Lobenstein die Kirche in Zwettl an der Rodl als Filialkirche der Pfarrkirche Gramastetten, was der Passauer Bischof Otto von Lonsdorf am 3. August 1264 urkundlich bestätigte. Am 2. Oktober 1623 wurde die Kirche samt Pfarrhof, Schul- und Mesnerhaus dem Stift Wilhering übergeben. Dem damals wirkenden Pfarrer Neidthardt Faber setzte Fritz Habeck in seinem Jugendbuch Der einäugige Reiter ein literarisches Denkmal. Durch Herauslösung eines selbständigen Pfarrgebietes aus der Pfarre Gramastetten wurde Zwettl im Jahr 1675 zur Pfarrkirche erhoben. 1937 wurde das Pfarrgebiet um die Ortschaften Glashütten und Dreiegg sowie Teile von Sonnberg erweitert, die zuvor zu den Pfarren Reichenau und Hellmonsödt gehört hatten.

### Baugeschichte
Langhaus, Chor und Turm wurden in der ersten Hälfte des 15. Jahrhunderts errichtet. 1706 wurde der Turm erhöht. 1870/1873 wurde mit dem Architekten und Baumeister Otto Schirmer die Kirche renoviert und erneuert. Die neogotische Sakristei wurde mit dem Architekten Raimund Jeblinger angebaut. 1970 erfolgte die Innenraum-Umgestaltung gemäß dem Zweiten Vatikanischen Konzil. Im Zuge der umfangreichen Innenrenovierung 1997–1999 wurde die alte pneumatische Zikaorgel aus dem Jahr 1934 in Rudolfov bei Budweis neu aufgestellt und durch eine mechanische Orgel von Orgelbaumeister Josef Diethard Pemmer aus Kottes-Purk ersetzt.
Im Jahr 2022 wurde der Turmhelm der Pfarrkirche mit einem neuen Kupferdach eingedeckt, und am 2. Oktober 2022 das Turmkreuz an der Spitze des Kirchturms wieder angebracht.

## Architektur
Der anfangs errichtete eingezogene einjochige spätgotische Chor hat ein Kreuzrippengewölbe mit einem Fünfachtelschluss. Das zweischiffige vierjochige spätgotische Langhaushalle hat ein Kreuzrippengewölbe über oktogonalen Pfeilern. Die Westempore ist neogotisch. Der mächtige im Kern spätgotische Turm steht an der Nordseite des einjochigen Chores und wurde 1706 erhöht, 1898 wurde der Zwiebelhelm durch einen Spitzturm ersetzt. Die Sakristei schließt übereck im Norden und Westen des Turmes an. Die Glasfenster schuf Rudolf Kolbitsch.

## Ausstattung
1997/98 wurde der von Marga Persson gestaltete Volksaltar aufgestellt. 1998 erhielt Zwettl eine neue Orgel der Firma Diethard Pemmer. 1999/2000 wurden die neuen Bodenteppiche und Leuchter von Marga Persson gestaltet.
Von den 1708/09 angeschafften barocken Glocken hat sich eine kleine Glocke erhalten, die als Wandlungs- und Sterbeglocke verwendet wird. Zwei weitere Glocken wurden 1917 von einem Bauern gerettet, indem er sie in einem Misthaufen versteckt hatte, sie mussten dann im Zweiten Weltkrieg für Rüstungszwecke aber endgültig abgeliefert werden.
Im Sakristeieingang der Pfarrkirche Zwettl befindet sich die Grabinschrift für Elisabeth Sigmund, die Mutter des Wilheringer Abtes Hilarius Sigmund, in dessen Amtszeit 1712 die Straße zwischen Ottensheim und Linz-Urfahr gebaut wurde, sodass man vom oberen Mühlviertel kommend nicht mehr mit der Klosterfähre auf die Wilheringer Donauseite wechseln musste, um nach Linz zu gelangen.

## Umgebung
Der Friedhof befindet sich etwa 150 Meter westlich der Kirche.
Einen Kilometer weiter westlich steht die Ölbergkirche, die 1839–40 als Steinbau anstelle einer hölzernen Kapelle errichtet wurde.